# Janitsjarmusik

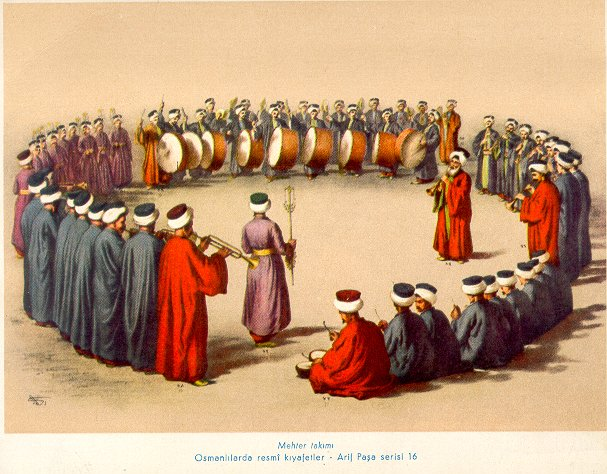
Janitjsarmusikkår, Mehterhâne, 1839

Janitsjarmusiken (Mehter Marşı), var det Osmanska rikets militärmusik.
Janitsjarmusiken spelades vid militärparader, truppförflyttningar och under striden. Under förflyttningar användes musiken för att hålla marschtakten. Vid strid användes den för att elda de stridande soldaterna och för att signaler anfallets häftighet. Musiken spelades långsammare eller snabbare efter vilken hastighet den militära chefen ville att anfallet skulle genomföras. Snabba, medellångsamma och långsamma musikstycken användes därvid. Musikkåren, Mehterhâne, spelade kraftfull, högljudd, militärisk musik (mycket hårda trumtakter och blåshorn) för att komma i extas och skrämma fienden. Vid slutet av striden eller vid återtåg spelades ingen musik.

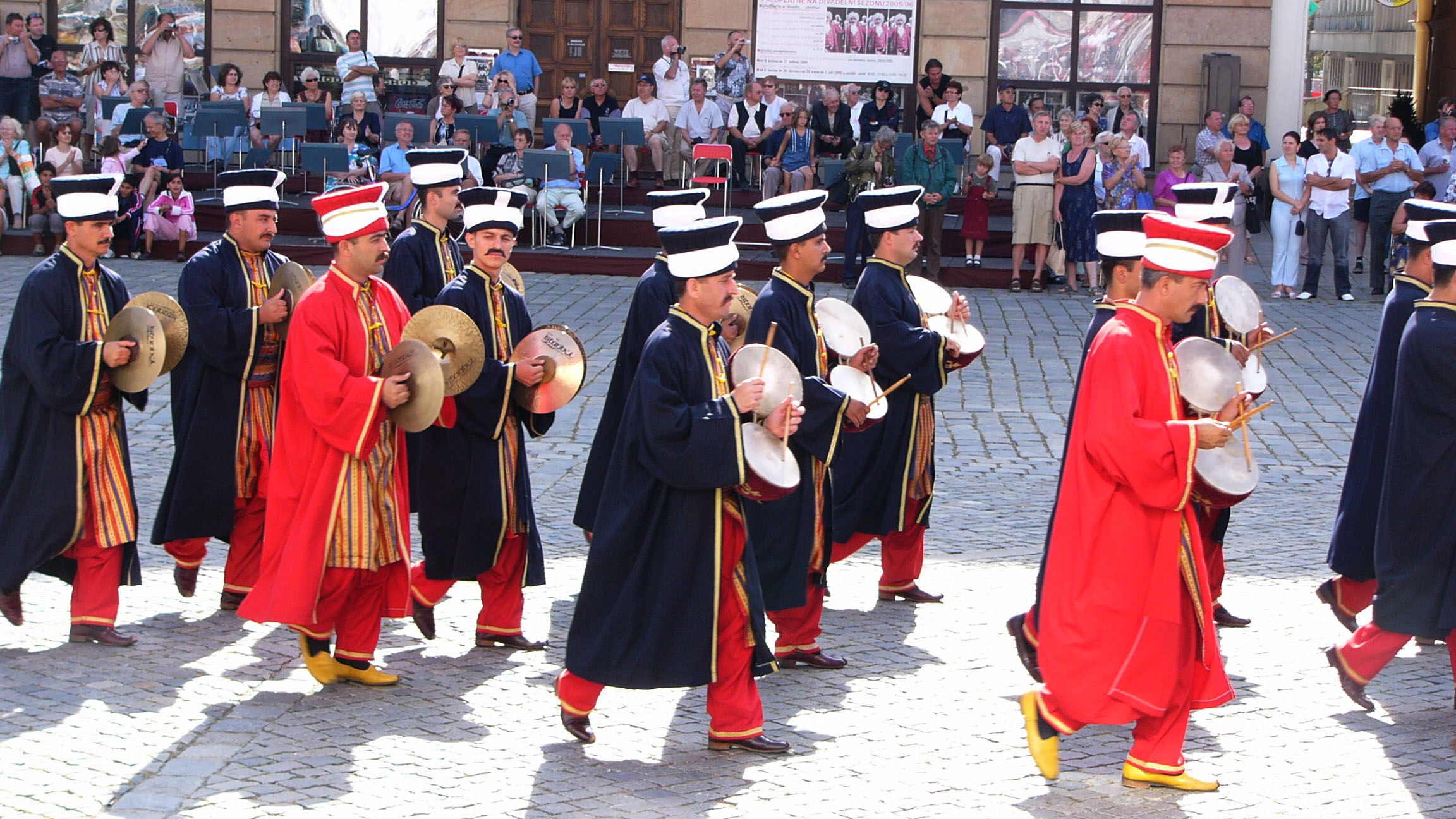
Mehterhâne med zil och nakkare.

Mehterhânes grundläggande instrumentalbesättningen var zurna och davul (cylindertrumma). Bland övriga instrument återfanns nafiir (spiraltrumpet), nakkare (små dubbelpukor), davulbaz (stora dubbelpukor), zil (cymbal), senare även çağana (janitsjarspel). Till många av janitscharmusikens stycken fanns texter som sjöngs av musiken.
Janitsjarmusiken kom under benämningen "turkisk musik" att inspirera 1700-talets klassiska musik, framförallt i Österrike, Wienklassicismen. Den användes mest för att skapa en kontrast mellan det bekant västerländska och det exotiskt österländska. Bland de mest bekanta verken som inspirerats av janitsjarmusiken kan nämnas Mozarts Enleveringen ur Seraljen, Haydns militärsymfoni och delar av Beethovens musik till Athens ruiner. Den europeiska militärmusiken inspirerades också av janitsjarmusiken, både vad gällde instrumentering och framförande. I de österrikiska och tyska garnisonsstäderna gick man i slutet av 1700- och början av 1800-talet på söndagsförmiddagarna för att lyssna på "turkisk musik" vilken framfördes av den lokala militärmusikkåren.